# Obraz Matki Bożej, Pocieszycielki Strapionych, Pani Ziemi Grójeckiej
Obraz Matki Bożej Pocieszenia z Lewiczyna – obraz Matki Bożej Pocieszycielki Strapionych, Pani Ziemi Grójeckiej znajdący się w Lewiczynie.

## Historia obrazu
Według zachowanych przekazów obraz na początku XVII wieku otrzymał w spadku po matce opat zakonu cystersów z Rokitna, Jan Opaliński i ofiarował go kościołowi w Lewiczynie. Instalacja obrazu nastąpiła w 1604 i liczne cuda przyczyniły się do szerzenia kultu tego wizerunku. Komisje powołane przez biskupa poznańskiego badały obraz w latach 1678–1679 i 1684. 21 lipca 1684 biskup poznański Stefan Wierzbowski oraz biskup chełmiński Kazimierz Jan Opaliński sporządzili dokument potwierdzający cudowny charakter obrazu.

## Opis obrazu
Obraz namalowany jest na cyprysowej desce o wymiarach 85,5 x 118 cm. Autor obrazu jest nieznany. Wizerunek należy do typu Madonny z bazyliki Matki Bożej Śnieżnej lub Zwycięskiej. Maryja na obrazie ma dłonie splecione i na lewym ramieniu trzyma Dzieciątko Jezus. W lewej dłoni trzyma chusteczkę – według pątników w celu ocierania łez swoich dzieci – stąd tytuł obrazu Pocieszycielka Strapionych. Maryja odziana jest w czerwoną suknię i Jej głowę okrywa niebieska chusta z takim samym podbiciem. Jezus obrany jest w szatę koloru czerwonego ozdobioną, podobnie jak szata Maryi paciorkami wokół szyi, trzyma w lewej ręce księgę, a prawą wznosi do błogosławieństwa. 

## Koronacja obrazu
Koronacja obrazu odbyła się 10 sierpnia 1975 pod przewodnictwem ks. kard. Stefana Wyszyńskiego wraz z kard. Karolem Wojtyłą.

## Kult obrazu
Ilość członków bractw działających przy kościele jak i ilość i wartość zostawionych darów wotywnych świadczy o wielkości kultu. Wśród darów znajduje się dar króla Jana III Sobieskiego – ornat wykonany z namiotu tureckiego wezyra. W XVII wieku obraz został ozdobiony srebrną sukienką oraz dwunastoma gwiazdami wokół głowy Maryi. Król Zygmunt III Waza ofiarował monstrancję do kościoła w Lewiczynie. Po powstaniu styczniowym, za wspieranie powstańców, car zlikwidował bractwa działające w kościele, odebrał parafii dobra materialne a proboszcz został zesłany na Sybir.